# Mwogo (vattendrag i Burundi, Rutana)
Mwogo är ett vattendrag i Burundi.   Det ligger i provinsen Rutana, i den centrala delen av landet, 110 km sydost om huvudstaden Bujumbura.
I omgivningarna runt Mwogo växer huvudsakligen savannskog. Runt Mwogo är det ganska tätbefolkat, med 80 invånare per kvadratkilometer.